# Liste de juristes français
Cette liste des jurisconsultes ou des juristes français regroupe les plus éminents théoriciens du droit français qui ont contribué et contribuent à la formation de la doctrine, laquelle est considérée comme une des quatre sources du droit français avec la jurisprudence, la loi et les traités internationaux. La liste ne comprend pas les praticiens du droit célèbres comme les avocats, les enseignants ou les magistrats qui n'ont pas laissé une œuvre ayant influencé le droit.
Les noms des juristes sont classés par ordre chronologique, selon les époques et les disciplines, avec indication succincte des principaux domaines d'étude, ainsi que des apports et contributions.
Le droit français peut être divisé en trois branches du droit principales : 
- le droit public : comprenant le droit administratif, le droit constitutionnel et le droit international ;
- le droit privé : comprenant le droit civil, le droit commercial et le droit pénal ;
- l'histoire du droit : comprenant le droit romain, et l'histoire du droit français.

## Juristes français par siècles

### Jurisconsultes français du Moyen-Âge
Classement par ordre alphabétique
- Pierre de Belleperche (+1308)
- Thomas d'Aquin (1124-1274) (it), études à Paris, enterré à Toulouse
- Pierre Lombard (+1160) (it) études à Reims, professeur à Paris
- Placentin (+1192), (it) vient enseigner à Montpellier
- Jacques de Révigny (+1296)
- Jean de Terrevermeille (+1430)
- Évrart de Trémaugon (+1386)

#### En droit public
- Eustache de Beaumarchais (+1294), urbanisme

#### En droit privé
- Philippe de Beaumanoir (1252-1296), coutumes

- Jean Boutillier (+1395), coutumes
- Pierre de Fontaines (+ca 1140), coutumes

### Jurisconsultes français duXVIesiècle
Classement par ordre alphabétique
- Raoul Adrien
- Pierre Ayrault (1536-1601)
- René Ayrault (1503-1561)
- Pierre de Belloy
- Jacques Bonaud de Sauzet
- Jean Chenu
- Clément Vaillant
- Guy Coquille
- Léonard Driot
- Charles Dumoulin (1500 - 1566)
- Innocent Gentillet
- Louis Le Caron
- François Le Proust du Ronday
- Antoine Loysel, coutumes
- Étienne Pasquier (poète)
- Julien Peleus
- Pithou
- François Raguel
- Raoul Spifame (1500-1563)
- Pierre de Versoris (1528-1588)

#### En droit public
- Jean Bodin, théoricien de la souveraineté
- Charles de Grassaille, droit public
- Claude de Seyssel, droit public

#### En droit privé
- Jean Boiceau de La Borderie : écrits sur la preuve testimoniale.
- Jacques Cujas : humaniste juridique, reconstruction d'un corpus de droit civil, inspiré du droit romain.
- François Douaren (1509-1559) : droit civil et humanisme juridique.

### Juristes français duXVIIesiècle
Classement par ordre alphabétique
- François d'Argouges
- Sextius d'Arlatan de Montaud
- Amos Barbot de Buzay
- Brice Bauderon (juriste)
- Louis Bazin de Bezons
- Pomponne II de Bellièvre
- Joseph de Bernet
- Jérôme Bignon (1589-1656)
- Jérôme Bignon (1658-1725)
- Jérôme II Bignon
- Alexandre Bigot de Monville
- Henry Boguet
- Jean de Cambolas
- Charles de Feuquières
- Jean-Jacques Charron
- Claude Pocquet de Livonnière
- Jean-Baptiste-Joseph de Coriolis de Villeneuve d'Espinouse
- Louis de Cormis
- Joachim Descartes
- Jean-Baptiste Dumesnil
- Claude Expilly
- Pierre de Fermat
- Guillaume de Fieubet
- Henri de Forbin-Maynier
- Vincent-Anne de Forbin-Maynier
- Nicolas Fouquet
- Jean Gaudart
- Jean-Jacques Gaudart
- Jean-Baptiste de Goué
- Michel-Jean Amelot de Gournay
- Paul Hay du Chastelet
- Guy Joly
- Arnaud II de Labriffe
- Hélie Lainé
- Nicolas de Lamoignon de Basville
- Chrétien-François de Lamoignon
- Guillaume de Lamoignon
- Cardin Lebret
- Claude Le Prestre
- Jean-Laurent Le Cerf de La Viéville
- Pierre Le Gouvello de Keriolet
- Louis II Le Peletier
- Charles du Lys
- Arnoul Marin
- Jean Martin de Laubardemont
- Mathurin Chereil
- Philippe Jacques de Maussac
- Claude Ménard
- Jean de Mesgrigni
- Jean-Jacques de Mesmes
- François Nau
- André d'Ormesson
- Étienne Pallu
- Étienne Pascal
- Louis Ier Phélypeaux de Pontchartrain
- Hugues Picardet
- Pierre de Belloy
- Mathieu Pinault
- René de Pontual
- Nicolas Potier de Blancmesnil
- Nicolas Potier de Novion
- Jean Poullain
- Pierre Poullain
- Nicolas Rigault
- Pierre de Roquesante
- Toussaint Rose
- Jean Savaron
- Louis Servin
- Denis Simon
- Denis Talon
- Omer Talon
- François-Auguste de Thou
- Jacques-Auguste de Thou
- Maximilien Titon
- Joseph-Anne de Valbelle de Tourves
- Vauban (1633-1707), droit fiscal

#### En droit public
- Antoine d'Aguesseau

#### En droit privé
- Jean Domat : travaux de synthèse et de codification de la coutume et des principes généraux du droit civil français.

### Jurisconsultes français duXVIIIesiècle
Classement par ordre alphabétique
- Jean-Baptiste Denisart, jurisprudence civile
- Antoine Desgodets, droit du bâtiment
- Claude de Ferrière, droit civil
- Guillaume-François Le Trosne, droit civil, droit naturel

#### En droit public
- Pierre-Paul Lemercier de La Rivière de Saint-Médard, droit public
- Montesquieu : principes constitutionnels de distribution et de séparation des pouvoirs.

#### En droit privé
- Robert-Joseph Pothier, droit civil

### Juristes français duXIXesiècle

#### En droit public
- Léon Aucoc (1828-1910) : théories du droit et du contentieux administratifs.
- Louis de Bonald (1754-1840) : publiciste, philosophie politique.
- Raymond Carré de Malberg (1861-1935) : juriste positiviste et constitutionnaliste, théoricien de l’auto-limitation de l’État, seul détenteur du pouvoir normatif initial
- Léon Duguit (1859-1928) : père fondateur de "l’École du service public", précurseur d'une théorie juridique de l'État et du droit.
- Maurice Hauriou (1856-1929) : père fondateur de "l’École de la puissance publique", précurseur d'une théorie de l'institution et la puissance publique.
- Edouard Laferrière (1841-1901) : classification des contentieux administratifs dans son Traité de la juridiction administrative et des recours contentieux, œuvre fondatrice du droit administratif français moderne.

#### En droit privé
- Félix Julien Jean Bigot de Préameneu (1745-1825), rédacteur du Code civil
- Jacques de Maleville (1741-1824), rédacteur du Code civil
- Jean-Étienne-Marie Portalis (1746-1807), rédacteur du Code civil
- François Denis Tronchet (1726-1806), rédacteur du Code civil
- Charles-Frédéric Rau (1803-1877)
- Charles Aubry (1803-1883)

### Juristes français duXXesiècle
Classement par ordre alphabétique
- René Capitant
- Guy Carcassonne
- René Cassin (1887-1976)
- René Chapus (1924-2017)
- Jean-Jacques Chevallier, histoire du droit
- Michel Debré
- Roland Drago (1923-2009)
- Jean Gicquel
- Jacques Ellul, histoire du droit
- Jean-Louis Harouel, histoire du droit
- André Hauriou, droit constitutionnel
- Marceau Long, droit administratif
- Michel Troper
- Georges Vedel (1910-2002)
- Michel Verpeaux
- Michel Villey, philosophie du droit
- Louis Vogel
- Marcel Waline (1900-1982)
- Prosper Weil

#### En droit public
- Gaston Jèze (1869-1953) : service public et finances publiques.
- André de Laubadère (1910-1981) : droit administratif
- Louis Rolland (1877-1956) : principes de fonctionnement du service public ("Lois de Rolland").
- Georges Scelle (1878-1961) : droit international

#### En droit privé
- Jean Carbonnier (1908-2003) : droit civil et droit de la famille.

### Juristes français duXXIesiècle

#### En droit public
- Anne Levade
- Dominique Rousseau
- Paul Cassia

## Juristes français par disciplines

### Juristes français de droit public
Classement par ordre alphabétique
- Ronny Abraham
- Philippe Ardant (1929-2007)
- Léon Aucoc (1828-1910)
- Joseph Barthélemy
- Pierre Avril
- Olivier Beaud
- Jacques Bourdon
- Guy Braibant (1927-2008)
- Pierre Brunet
- René Capitant
- Guy Carcassonne
- Raymond Carré de Malberg (1861-1935)
- René Cassin (1887-1976)
- Véronique Champeil-Desplats
- Bernard Chantebout
- René Chapus (1924-2017)
- Robert-Édouard Charlier
- Jean-Jacques Chevallier
- Marie-Anne Cohendet
- Jean-Paul Costa
- Charles Debbasch
- Michel Debré, constitution de 1958
- Pierre Delvolvé
- Francine Demichel
- Roland Drago (1923-2009)
- Léon Duguit (1859-1928)
- Jacqueline Dutheil de la Rochère
- Maurice Duverger (1917-2014)
- Charles Eisenmann (1903-1980)
- Adhémar Esmein (1848-1913)
- Louis Favoreu (1936-2004)
- Yves Gaudemet
- Bruno Genevois
- Jean Gicquel
- François Goguel
- Maurice Hauriou (1856-1929)
- Pascal Jan
- Gaston Jèze (1869-1953)
- Olivier Jouanjan
- Édouard Laferrière (1841-1901)
- Michel Lascombe
- André de Laubadère (1910-1981)
- Anne-Marie Le Pourhiet
- Marceau Long (1926-2016)
- François Luchaire
- Gérard Marcou (1947-2016)
- Christine Maugüe
- Eric Millard
- Raymond Odent (1907-1979)
- Loïc Philip
- Étienne Picard
- Stéphane Rials
- Jean-Claude Ricci
- Jean Rivero (1910-2001)
- Jacques Robert
- Louis Rolland (1877-1956)
- Jean Romieu
- Dominique Rousseau
- Jean-Marc Sauvé
- Bernard Stirn
- Alexis de Tocqueville
- Michel Troper
- Georges Vedel (1910-2002)
- Michel Verpeaux
- Christian Vigouroux
- Marcel Waline (1900-1982)
- Prosper Weil

### Juristes français de droit privé
Classement par ordre alphabétique
- Paul Amor
- Matthieu Auroux des Pommiers
- Maurice Aydalot
- Laurent Aynès
- Robert Badinter
- Paul Bastid
- Félix Julien Jean Bigot de Préameneu
- Henri Capitant
- Jean Carbonnier
- Étienne Chouard
- Gérard Cornu
- Jacques Cujas
- Vlad Constantinesco
- Mireille Delmas-Marty
- Jean Domat
- Paul Durand
- Sidi-Driss El Karmy
- François Gény
- Jérôme Huet
- Jean de la Loë
- Jean-Denis Lanjuinais
- Christine Lazerges
- Yves Lequette
- Julien Leroy
- Jean-Pierre Lévy
- Jacques de Maleville
- Jean-Claude Martinez
- André-Pierre Nouvion
- William Oualid
- Jean-Étienne-Marie Portalis
- Robert-Joseph Pothier
- Paul de La Pradelle
- Géraud de La Pradelle
- Georges Ripert
- Jean-Henry Roussel de la Bérardière
- Raymond Saleilles
- Henri Savatier
- Jean Savatier
- René Savatier
- Francis Teitgen
- François Terré
- Bernard Teyssié
- François Denis Tronchet
- Michel Villey
- Louis Vogel

### Juristes français de droit international
Classement par ordre alphabétique
- Ronny Abraham
- Alejandro Álvarez (1868-1960)
- Jules Basdevant
- Suzanne Basdevant
- Henri Batiffol (1905-1989)
- Tabrizi Ben Salah (1942-...)
- Mario Bettati
- Pierre Jaubert
- Albert de Geouffre de La Pradelle (1871-1955)
- Géraud de Geouffre de La Pradelle (né en 1935)
- Paul de Geouffre de La Pradelle (1902-1993)
- Raymond de Geouffre de La Pradelle (1910-2002)
- Nguyen Quoc Dinh
- Alain Pellet
- Louis Renault
- Charles Rousseau
- Jean-Luc Sauron (1957-...)
- Georges Scelle
- Jean-Marc Thouvenin
- Emmanuelle Tourme-Jouannet
- Prosper Weil

### Juristes français en histoire du droit et des institutions
Classement par ordre alphabétique
- Jacques Ellul